# Tetraedrometrie
Als Tetraedrometrie bezeichnete man ursprünglich die Ermittlung der fehlenden Stücke einer dreiseitigen Pyramide, also eines Tetraeders im weiteren Sinne, aus sechs gegebenen Stücken.
Seit Ende des 19. Jahrhunderts bezeichnet Tetraedrometrie die Lehre von den Eckenfunktionen, durch welche dreiseitige Ecken für die Rechnung in ähnlicher Weise repräsentiert werden wie Winkel durch ihre trigonometrischen Funktionen.